# Великорот
Великорот (Eurypharynx pelecanoides) — вид променеперих риб, єдиний у родині великоротових (Eurypharyngidae).

## Назва
Родова назва Eurypharynx походить від грецьких слів ευρύς «широкий» і φάρυγξ «глотка». Видова назва pelecanoides латинського походження та означає «схожий на пелікана».

## Поширення
Великорот поширений у тропічних і помірних водах по всьому світу. Трапляється на глибині від 500 до 7625 м, хоча зазвичай його можна знайти у водах 1200—1400 м.

## Опис
Риба виростає до одного метра завдовжки. Найвідмітнішою особливістю риби є її величезний рот. Рот вільно закріплений і може відкритися достатньо широко, щоб поглинути рибу, більшу за власне тіло. Нижня щелепа, схожа на мішечок, нагадує щелепу пелікана, звідси й назва. Шлунок може розтягуватися і розширюватися, щоб прийняти велику кількість їжі. Для пересування використовує довгий хвіст, схожий на батіг; на кінці хвоста має світний орган, призначений для приваблення здобичі.

## Спосіб життя
Харчується в основному рибою, креветками і планктоном